# Joseph Custers (musicus)
Joseph Custers (Amsterdam, 2 februari 1951) is een Nederlands muzikant.
Custers groeide op in Amstelveen. Hij studeerde klinische psychologie en vormde samen met Herman Erbé het muzikantenduo Circus Custers, dat onder andere bekendheid verwierf met de hits Monica, Louise en Verliefd.
Nadat Circus Custers ophield te bestaan werkte Custers sinds 1996 als muziekdocent, dirigent, zanger en toetsenist. Hij speelde toetsen in Go Yellow en maakte samen met Jan Smit en het Nederlands Politieorkest een kindervoorstelling.
Ook was hij betrokken bij het project Coach4kids, een aantal scholen waar kinderen kennis maken met muziek en theater.
Daarnaast is hij werkzaam geweest in het onderwijs als zorgcoordinator.